# Баженов, Николай Кириллович
Николай Кириллович Баженов (1804—1848) — русский врач, историк и писатель.

## Биография
Родился в семье титулярного советника Кирилла Ивановича Баженова, мелкопоместного дворянина Одоевского уезда Тульской губернии. Учился в Тульской гимназии и Московском университете. Служил в Московском военном госпитале, затем занимал разные медицинские должности в губерниях Тульской, Олонецкой, Новгородской, Томской и Симбирской. В 1844 году занял в Казани место штаб-лекаря на пороховом заводе.
Жена — из дворян Анна Васильевна Апрелева. Дети — Маргарита ум. младенцем, Александр, Ольга. Брат Пармен, сестра Ольга.
В 1847 году он издал свою «Казанскую историю», которую желал поднести генерал-фельдцейхмейстеру великому князю Михаилу Павловичу. Но непосредственный начальник Баженова, генерал Яков Петрович Тебеньков, отказал ему в представлении книги великому князю. Баженов сделал это подношение лично от себя, послав книгу почтой, при письме на имя его высочества. Последствием такого нарушения принятого в подобных случаях этикета и служебной подчинённости было увольнение Баженова от службы без прошения. Положение его стало безвыходным: большая семья на руках, полное отсутствие средств к жизни и долги, в которые он вошёл, печатая своё сочинение, заставили его поступить вольнонаёмным писцом в казанское губернское правление.
Скоропостижно умер от холеры 25 июня (7 июля) 1848 года, в один день со своим 13-летним сыном Александром. Кроме «Казанской истории», которая обнимает историю Казанского края от эпохи волжских булгар до 1847 года и до сих пор не утратила значения справочной книги при изучении местной истории, Баженов напечатал несколько других трудов и поместил несколько мелких статей и заметок по истории Казанского края в местных губернских ведомостях; в их числе:
- Записки о Раифской пустыни, кресте в Аках и Казанском монастыре. — Казань, 1845.
- Поездка на золотые прииски. — Казань : тип. Губ. правл., 1846. — 82 с.
- Торжественное примирение, или Единственный муж и чудное посредничество. Шутка-водевиль. — Казань: Унив. тип., 1846. — 48 с.
- Плавание к Зилантову монастырю и Казанскому памятнику. — М.: В Университетской типографии, 1846. — 36 с.

## Источник
- Баженов, Николай Кириллович // Русский биографический словарь : в 25 томах. — СПб., 1900. — Т. 2: Алексинский — Бестужев-Рюмин. — С. 410—411.
- Баженов, Николай Кириллович // Энциклопедический словарь Брокгауза и Ефрона : в 86 т. (82 т. и 4 доп.). — СПб., 1890—1907.
- Беносов Э. Л. БАЖЕ́НОВ Николай Кириллович // Русские писатели, 1800—1917 : Биографический словарь / гл. ред. П. А. Николаев. — М. : Сов. энциклопедия, 1989. — Т. 1 : А—Г. — С. 137. — 672 с. — (Сер. биогр. словарей: Русские писатели. 11—20 вв.). — 100 000 экз. — ISBN 5-85270-011-8.